# 阿給·瑪梅有伊
阿給·瑪梅有伊（鄒語：ak'emameoi），是台灣鄒族神話中的土地神，為神的一種類別，位階為中神，祂們創造了大地並管理土地的一切事物。

## 職責
阿給·瑪梅有伊是土地的統轄者，只要一個地方有地名，就有屬於當地的阿給·瑪梅有伊（一說阿給·瑪梅有伊為單一一位神明，各地都有祂的分靈），祂們受命於主神命令，守護著土地和部落，並且統轄著當地全部位階低於中神的神祇，所有生長在當地的人都受到祂們的保護，同時因為祂們提供人類糧食和藥草，讓人類免受飢餓和疾病的侵害，因此也有保命、保食、保境的職責。如果人強佔他人土地，阿給·瑪梅有伊便會使強佔的人生病或讓土地崩塌。
另外，山林中的野獸也都是阿給·瑪梅有伊所眷養的，人們狩獵前必須虔誠祈禱才可以獲得獵物。
伊斯布耶佛（isbuefo）儀式
當某人因惹怒某地的阿給·瑪梅有伊而生病時，巫師會請該地土地擁有家族的族長進行伊斯布耶佛儀式，請祂原諒病人，過程大致上為族長咬碎小米、以樹葉（fumu）包起來並拿來祭祀阿給·瑪梅有伊。

## 神話
據說一開始世界上只有天和海而沒有大地，是阿給·瑪梅有伊開始創造泡沫、泡沫破碎後變成了大地，所以大地一開始就是平的。地震（Motoivui）便是因為祂發怒或是拍拭皮外衣（Kufutsu）上的灰塵時產生。

## 祭典
鄒族人主要在播種祭和收穫祭的時候祭祀當地的阿給·瑪梅有伊，如果得不到祂的保佑的話，新的一年將會徒勞無功。

## 形象與象徵
阿給·瑪梅有伊（Akee Mameio）的意思來自於「祖父（Akee）」與「老人、長老（Mameoi）」，可知祂們是男神，但沒有人知道確切的形象，蛇和山貓是祂們的使者，如果蛇橫臥在路上，代表接下來會遇到危險，路人必須折返。